# Pongpanot Naknayom
Pongpanot Naknayom (Thai พงศ์ปณต นาคนายม), (sinh ngày as Sujin Naknayom (Thai:สุจินต์ นาคนายม) in 5 tháng 1 năm 1979) là một cầu thủ bóng đá người Thái Lan. Anh hiện tại thi đấu cho Police Tero ở Giải bóng đá Ngoại hạng Thái Lan.

## Danh hiệu

### Câu lạc bộ

#### Chonburi
- Giải bóng đá ngoại hạng Thái Lan 2007: Vô địch
- Cúp Hoàng gia Kor 2008: Vô địch
- Cúp Hoàng gia Kor 2009: Vô địch

#### Rayong F.C.
- Regional League Central-East Division 2015: Vô địch